# Croton liebmannii
Espèce
Croton liebmannii est une espèce de plantes à fleurs du genre Croton et de la famille Euphorbiaceae présente au Mexique (Veracruz, Puebla, Oaxaca).
Il a pour synonyme :
- Oxydectes liebmannii, (Müll.Arg.) Kuntze